# Tivyna spatula
Tivyna spatula là một loài nhện trong họ Dictynidae.
Loài này thuộc chi Tivyna. Tivyna spatula được Willis J. Gertsch & Michael Davis miêu tả năm 1937.